# Klatremus
Klatremusene (latin: Dendromurinae) er en lille underfamilie af afrikanske gnavere. I alt omfatter den 8 slægter og 23 arter. 

## Slægter
- Dendromus (11 arter – Afrika syd for Sahara)
- Dendroprionomys (1 art – Congo)
- Deomys (1 art – Øst- og Centralafrika)
- Leimacomys (1 art – Togo)
- Malacothrix (1 art – sydlige Afrika)
- Megadendromus (1 art – Etiopien)
- Prionomys (1 art – Centralafrika)
- Steatomys (6 arter – Afrika syd for Sahara)

## Billeder
- Dendromus mystacalis
Ung klatremus
Foto: Kenneth Worm
- Dendromus mystacalis
Mor med unger
Foto: Kenneth Worm